# Валеева, Наталья Рифатовна
Ната́лья Рифатовна  Вале́ева (итал. Natalia Valeeva; род. 15 ноября 1969 года, Терновка, Молдавская ССР, СССР) — советская, молдавская и итальянская спортсменка (стрельба из лука). Участница шести летних Олимпийских игр (1992—2012). Двукратный бронзовый призёр Олимпийских игр 1992 года в составе Объединённой команды. Четырёхкратная чемпионка мира, чемпионка Европейских игр.

## Спортивная биография

### СССР
Занималась стрельбой из лука в Тираспольской школе гребли и стрельбы (отделение стрельбы из лука).

### Объединённая команда
В 1992 году Наталья Валеева в составе Объединённой команды дебютировала на летних Олимпийских играх в Барселоне. Молодая спортсменка приняла участие в индивидуальных и командных соревнованиях. В обеих дисциплинах Наталья Валеева терпела поражение на стадии полуфинала. Но оба раза удавалось побеждать в поединке за бронзовые медали. Эти награды на данный момент являются единственными олимпийскими медалями в карьере Валеевой.

### Молдавия
После окончания игр в Барселоне Валеева решила продолжить свои выступления в составе сборной Молдавии. Первым участием в крупном международном турнире стал чемпионат мира 1993 года в турецкой Анталье. В личном первенстве Валеева уступила уже на стадии 1/16 финала, а в командном в составе сборной Молдавии дошла до 1/4 финала. Спустя два года к Наталье пришёл первый успех на мировом первенстве. На чемпионате 1995 года в Джакарте ей удалось стать чемпионкой мира, победив в финале немку Барбару Менсинг (113—107). На летних Олимпийских играх 1996 года Валеева приняла участие только в личном первенстве, поскольку сборной Молдавии не удалось отобраться на игры. В третьем раунде олимпийского турнира она вновь встретилась с Менсинг, но на этот раз удача была на стороне немки (158—163), а Валеева заняла только 12-е место.

### Италия
По окончании Игр Валеева вышла замуж за гражданина Италии Роберто Кокки (итал. Roberto Cocch) и приняла итальянское гражданство. В 1997 году Валеева впервые выступила на чемпионате мира под флагом Италии, но вновь вылетела уже на стадии 1/16 финала. На чемпионате мира 1999 года уступила уже на стадии 1/32 финала. Но в командном турнире сборная Италия смогла выиграть чемпионат мира, впервые оставив спортсменок Южной Кореи без золота мирового первенства, которое те завоёвывали каждый турнир, начиная с 1987 года.
В 2000 году Валеева в третий раз приняла участие летних Олимпийских играх. Все три раза она выступала под флагами разных государств. Личное первенство началось для Валеевой очень удачно. После квалификации она занимала 2-е место и получила возможность до полуфинала избежать встречи с главными фаворитками турнира спортсменками Южной Кореи. Но на стадии четвертьфинала Валеева получила в соперницы северокорейскую спортсменку Чо Ок Сил и уступила ей со счётом 103—107. В командном первенстве Валеева также сумела дойти до четвертьфинала, где сборная Италии уступила украинкам 230—237. На чемпионате мира 2001 года Валеева показала лучший для себя результат за последние 6 лет, заняв 9-е место в личном первенстве. На чемпионате 2003 года Наталья смогла наконец преодолеть барьер 1/8 финала и дошла до четвертьфинала, заняв по итогам турнира 6-е место.
Летние Олимпийские игры 2004 года сложились для Валеевой крайне неудачно. Уже в первом раунде личного первенства итальянская спортсменка сенсационно уступила филиппинке Жасмин Фигероа 130—132. На чемпионате мира 2005 года в Мадриде Валеева подобралась очень близко к медалям первенства. В командном турнире сборная Италии заняла 7-е место, а в личном турнире Валеева пробилась в полуфинал, но затем проиграла 2 матча подряд и заняла только 4-е место. Спустя 2 года на чемпионате в Лейпциге Валеевой все-таки удалось вновь подняться на верхнюю ступень пьедестала в личном первенстве. В финале была побеждена кореянка Пак Сунхюн 108—106. Таким образом Валеева стала трёхкратной чемпионкой мира.
На летних Олимпийских играх 2008 года Валеева неудачно выступила в квалификации, заняв лишь 30-е место. Из-за этого ужа во втором раунде ей предстояло встретиться с кореянкой Чу Хён Чжон. Валеева не смогла сотворить сенсацию и уступила 108—110. В командном турнире итальянки вновь дошли до четвертьфинала, где уступили сборной Южной Кореи 217—231. На чемпионате мира 2009 года Валеева вновь остановилась вблизи пьедестала. В личном первенстве она стала 9-й, а в командном заняла 5-е место. На домашнем чемпионате мира 2011 года в Турине Валеева добавила себе в копилку ещё одну золотую медаль. Сборная Италии с Натальей в составе выиграла командное первенство. В личном турнире Валеева осталась лишь 17-й.
На чемпионате мира 2013 года в Белеке Валеева уступила в первом раунде венесуэлке Майре Мендес, а в командном первенстве не прошла квалификацию.

## Личная жизнь
Замужем за итальянцем Роберто Кокки. Имеет трёх детей — сына Стефано (род. 2000) и дочерей-близнецов Софию и Викторию (род. 2005).
Хобби — чтение, вышивание.